# Thrichomys pachyurus
Thrichomys pachyurus es una especie de roedor de la familia Echimyidae.

## Distribución geográfica
Se encuentra en el sudoeste de Brasil y el norte de Paraguay en el cerrado ecorregión.

## Hábitat
Su hábitat natural son: sabanas y bosques. 